# Vaigu-Rannaküla
Vaigu-Rannaküla is een plaats in de Estlandse gemeente Saaremaa, provincie Saaremaa. De plaats telde  nog maar één inwoner in 2011. Volgens de cijfers van 2021 was het inwonertal ‘< 4’.
Tot in oktober 2017 lag de plaats in de gemeente Kihelkonna en heette ze Rannaküla (‘stranddorp’). In die maand ging Kihelkonna op in de fusiegemeente Saaremaa. Omdat in de nieuwe gemeente nog een ander dorp Rannaküla ligt, werd dit dorp omgedoopt in Vaigu-Rannaküla, naar het buurdorp Vaigu.
Vaigu-Rannaküla ligt aan de oostkant van het schiereiland Tagamõisa, dat deel uitmaakt van het eiland Saaremaa.

## Geschiedenis
(Vaigu-)Rannaküla werd voor het eerst genoemd in 1795 onder de naam Strand Bauern bei Hundowa, een boerderij op het landgoed van Tagamõisa. In 1798 was ze een nederzetting onder de naam Ranna. In de 20e eeuw hoorde het buurdorp Vaigu bij Rannaküla. In 1977 werd Rannaküla bij Veere gevoegd. In 1997 werden Rannaküla en Vaigu aparte dorpen.